# NGC 1514
NGC 1514是金牛座的一個行星狀星雲，由威廉·赫歇爾發現於1790年11月13日。他在觀測紀錄中描述該星雲是「一個最特殊的現象」，並因此使他強迫自己重新思考宇宙的組成。直到發現該星雲以前，他一直認為所有的星雲都是由許多恆星組成，只是因為距離太遠而無法被解析出來。但該星雲是一顆恆星「周圍是隱隱發光的氣體」，赫歇爾因此下結論：「我必須冒昧的說，明亮的星雲絕不是由恆星組成」。 
有猜測認為這個星雲的中心是由兩顆距離相當近的恆星組成的聯星系統，軌道周期約10日。而氣體可能是從聯星中較大的成員星散逸出的。
NGC 1514也被稱為「水晶球星雲」（Crystal Ball Nebula）。